# Першою по росі пройшла красуня
«Першою по росі пройшла красуня» (рос. «Первой по росе прошла красавица») — білоруський радянський короткометражний художній фільм 1980 року режисера Віталія Дудіна за мотивами оповідання В. Коблікова «Баюн-трава».

## Сюжет
До села заїхали два вчених-ентомологи, вони  зупинилися на постій у вдови середнього віку Насті...

## У ролях
- Людмила Дмитрієва
- Фома Воронецький
- Тамара Муженко
- Юрій Баталов
- Юрій Сидоров
- Дмитро Галицький

## Творча група
- Сценарій: Євген Митько
- Режисер: Віталій Дудін
- Оператор: Володимир Споришков
- Композитор: